# 派勒特格羅夫鎮區 (愛荷華州蒙哥馬利縣)
派勒特格羅夫鎮區（英語：Pilot Grove Township）是位於美國愛荷華州蒙哥馬利縣的一個行政鎮區。

## 地方資料
根據2010年美國人口普查的數據，派勒特格羅夫鎮區的面積為91.85平方千米，當中陸地面積為91.81平方千米，而水域面積為0.04平方千米。當地共有人口191人，而人口密度為每平方千米2.08人。